# Ligne 14 du tramway d'Île-de-France
La ligne 14 du tramway d'Île-de-France, plus simplement nommée T14, est une ligne de tram-train francilienne. Elle permet de relier la gare d'Esbly à la gare de Crécy-la-Chapelle, dans le département de Seine-et-Marne.
La ligne circule sur une ligne ferroviaire à voie unique ouverte en 1902 et longtemps rattachée à la ligne P du Transilien, bien qu'exploitée de manière indépendante. À partir de 2011 la navette reçoit du matériel de type tram-train. Elle est officiellement séparée de la ligne P le 22 mars 2025, dans le cadre de l'ouverture à la concurrence.
La ligne T14 est exploitée par la société Stretto (Groupement Keolis - SNCF Voyageurs) pour le compte d'Île-de-France Mobilités. À son inauguration, elle devient la 15e ligne du tramway d'Île-de-France et la 5e ligne de tram-train de la région après le T4, le T11, le T12 et le T13.

Plan de la ligne.

## Histoire

### Chronologie
- 11 juillet 1902 : ouverture de la ligne.
- fin 2004 : intégration au sein de la ligne P du Transilien.
- 4 juillet 2011 : début de l'exploitation en mode tram-train (matériel Avanto remplacé en 2022 par le Citadis Dualis) ;
- 22 mars 2025 : indépendance de la ligne et intégration sous le réseau de tramway[1]. A cette même date, la ligne change d'exploitant, passant de la SNCF à Stretto (Groupement Keolis - SNCF Voyageurs).

### La ligne d'Esbly à Crécy-la-Chapelle
La ligne d'Esbly à Crécy-la-Chapelle voit le jour en 1902, répondant au souhait des élus et habitants de la vallée du Grand Morin de disposer d'une ligne secondaire.
Elle est exploitée par la Compagnie des chemins de fer de l'Est puis par la SNCF à l'aide de trains à vapeur. En 1949, ils sont remplacés par des autorails puis par une rame tractée réversible en 1974, leur capacité étant jugée insuffisante.
La ligne est électrifiée en mai 1980, la rame tractée l'est désormais par une locomotive électrique et non plus au Diesel.

### Intégration à l'offre Transilien
En 2004, la ligne est intégrée à la ligne P du Transilien nouvellement créée.
En 2011, la rame tractée est remplacée par l'affectation d'un tram-train Siemens Avanto issu du parc de la ligne 4 du tramway d'Île-de-France.
En 2022, les Avanto sont remplacés par des Citadis Dualis circulant sur le T11.

### Création de la ligne T14
Dans le cadre de l'ouverture à la concurrence des transports en commun en Île-de-France, la future ligne T14 est intégrée à un lot commun avec les lignes T4 et T11 qu'Île-de-France Mobilités attribue en octobre 2023 au groupement Stretto, composé de SNCF Voyageurs et Keolis, une autre filiale du Groupe SNCF.
À partir du 22 mars 2025, la ligne est détachée du Transilien P pour être exploitée comme la 15e ligne de tramway d'Île-de-France, en tant que ligne commerciale à part entière, bien qu'elle conserve ses caractéristiques précédentes (horaires, itinéraire et trains).

## Tracé et stations

### Tracé
Le tramway T14 circule en intégralité sur la ligne d'Esbly à Crécy-la-Chapelle. La ligne, longue de 9,9 km, dessert les communes d'Esbly, Montry, Saint-Germain-sur-Morin et Crécy-la-Chapelle.

### Liste des stations
La liaison Esbly – Crécy-la-Chapelle du Transilien P relie Esbly à Crécy-la-Chapelle en desservant quatre communes. Elle bénéficie en gare d'Esbly d'une correspondance avec la ligne Paris – Meaux, qui la relie à Paris en une demi-heure.
|  |   |  | Station                          | Lat/Long                    | Zone | Communes                | Correspondances                    |
|  | - |  | -------------------------------- | --------------------------- | ---- | ----------------------- | ---------------------------------- |
|  | ■ |  | Esbly                            | 48° 54′ 11″ N, 2° 48′ 38″ E | 5    | Esbly                   | Transilien · Ligne P du Transilien |
|  | • |  | Montry - Condé                   | 48° 53′ 27″ N, 2° 49′ 35″ E | 5    | Montry                  |                                    |
|  | • |  | Couilly - Saint-Germain - Quincy | 48° 52′ 57″ N, 2° 51′ 16″ E | 5    | Saint-Germain-sur-Morin |                                    |
|  | • |  | Villiers - Montbarbin            | 48° 51′ 48″ N, 2° 52′ 59″ E | 5    | Crécy-la-Chapelle       |                                    |
|  | ■ |  | Crécy-la-Chapelle                | 48° 51′ 34″ N, 2° 54′ 21″ E | 5    | Crécy-la-Chapelle       |                                    |

(Les gares ou stations en gras servent de départ ou de terminus à certaines missions)

### Intermodalité
Le T14 est en correspondance avec la seule ligne P en gare d'Esbly.

### Ateliers
Le matériel roulant de cette liaison ferroviaire est entretenu au sein des ateliers du technicentre de Paris-Est, situé à Noisy-le-Sec en Seine-Saint-Denis, rénovés à l'occasion de la création du RER E.
Le site de maintenance dispose d'un atelier de visite de 210 mètres de long sur 90 mètres de large équipé de dix voies spécialisées : une dans le levage simultané, une autre dans la dépose d'organes, deux dans le nettoyage, deux autres sur fosse dédiées au tram-train et quatre dernières également sur fosse pour les autres matériels roulants. L'atelier dispose également de nacelles élévatrices mobiles ainsi que de ponts roulants. Il dispose également d'un faisceau extérieur sur lequel sont assurées les opérations de courte durée (dépannage) et de nettoyage. Il est composé de dix-neuf voies, chacune longue de 245 mètres : cinq voies sont sur fosse avec un accès aux toitures des trains et quatorze voies sur terre-plein dont quatre équipées de quais.

## Exploitation de la ligne

### Exploitant
Créée dans le cadre de sa séparation de la ligne P du Transilien et de l'ouverture à la concurrence, la ligne T14 est exploitée à son ouverture par Stretto (Groupement Keolis - SNCF Voyageurs),.

### Plan de transport
Aux heures de pointe, l'exploitation de la ligne comprend :
- dans le sens de la pointe (vers Esbly le matin, vers Crécy le soir), deux trains par heure, omnibus sur la totalité du parcours,
- en contre-pointe (vers Crécy le matin, vers Esbly le soir), un train par heure, omnibus sur la totalité du parcours et un autre direct entre les terminus extrêmes.

Aux heures creuses, l'exploitation de la ligne comprend un aller-retour toutes les heures.

### Matériel roulant

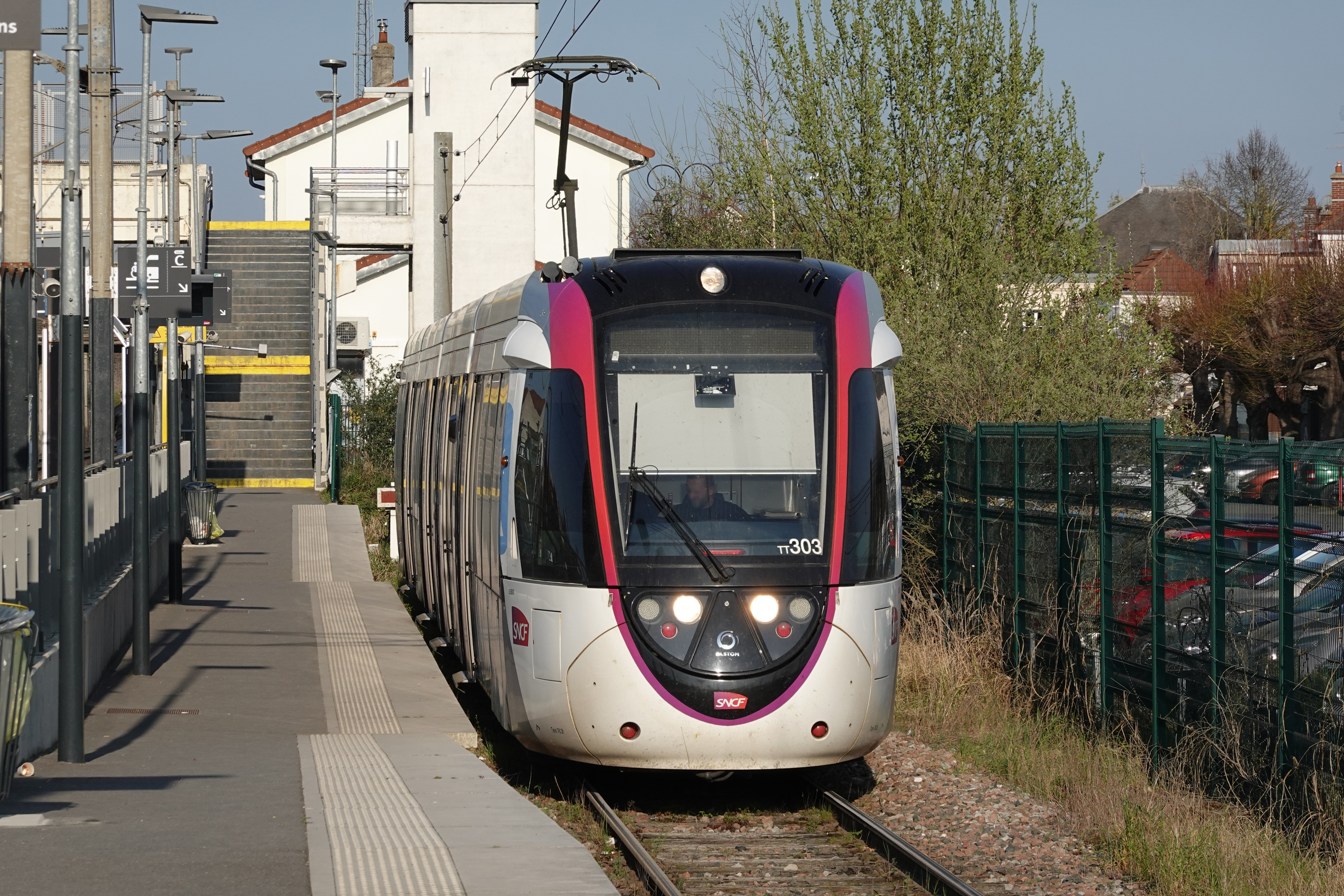
Une rame Citadis Dualis à Esbly.

La desserte de la ligne T14 est assurée, en mars 2025, par des rames U 53600 (tram-train).
Une des quinze rames employées sur la ligne T11, est, depuis le 8 mars 2022, détachée sur la liaison Esbly – Crécy afin d'en assurer l'exploitation,.

## Tarification et financement
Depuis le 22 mars 2025, la ligne utilise la même tarification que les autres trams-trains,, en application de la refonte tarifaire du 1er janvier 2025.

## Galerie

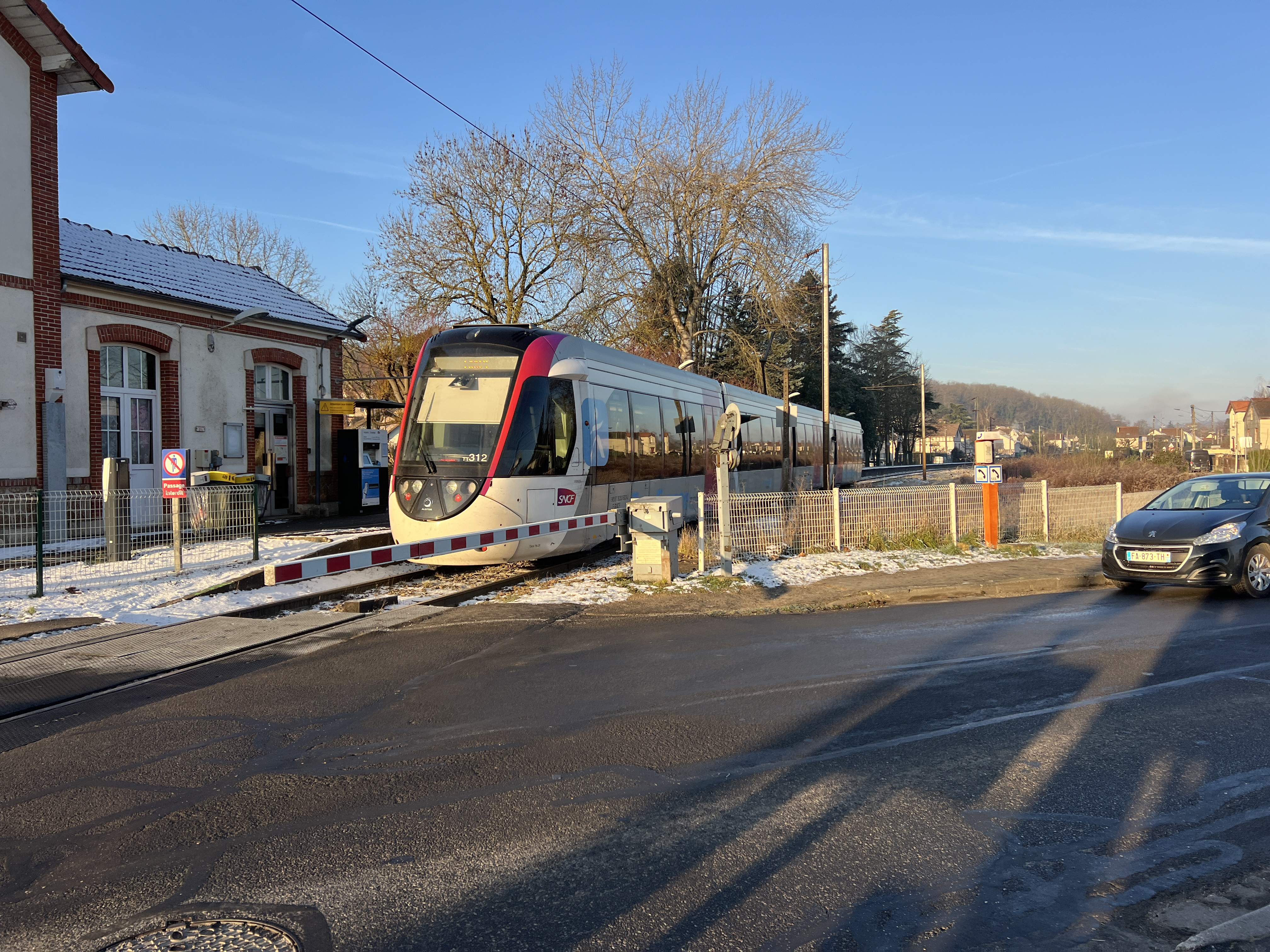
Citadis Dualis en gare de Montry - Condé.
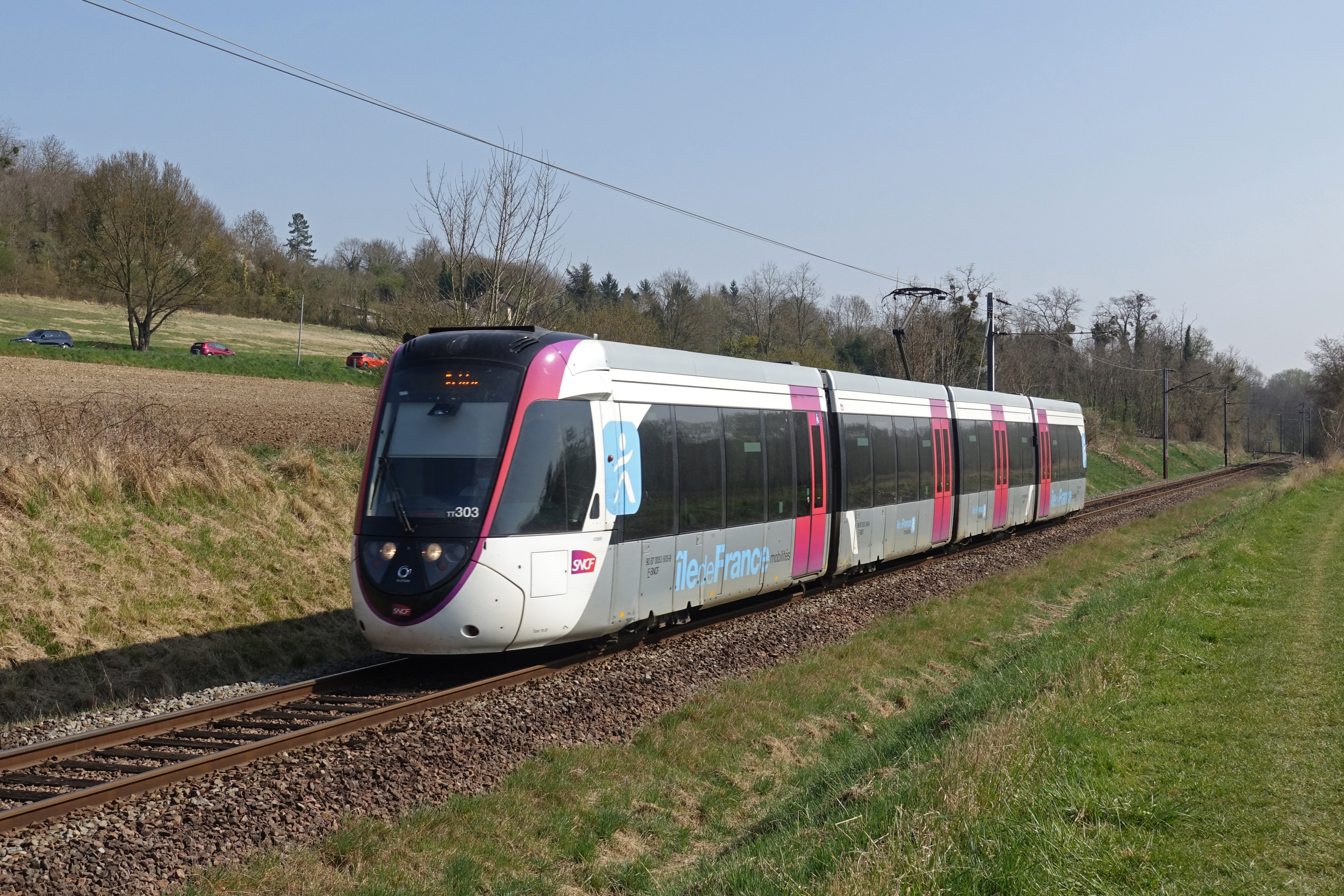
Citadis Dualis en circulation à Couilly-Pont-aux-Dames.
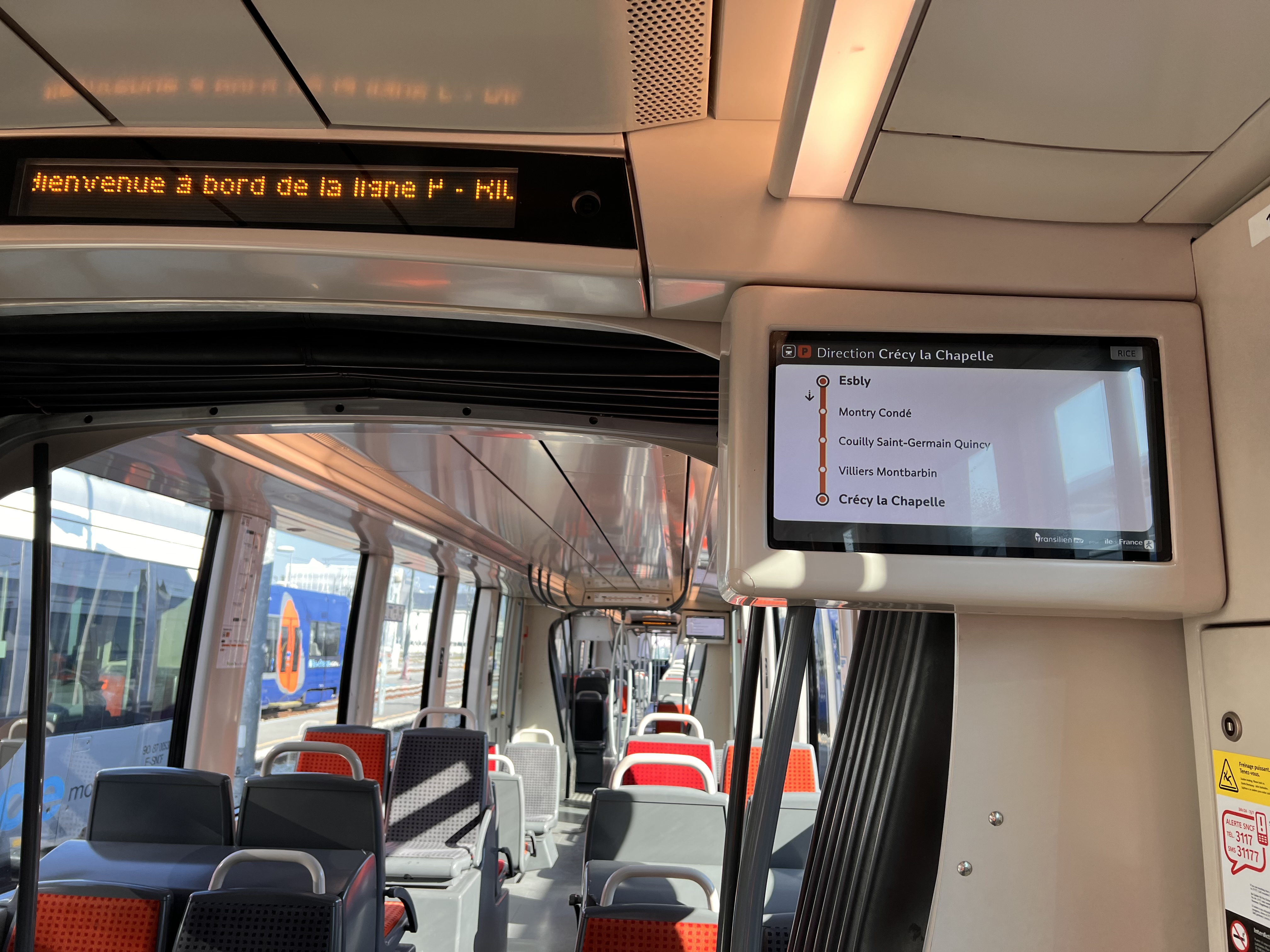
Affichage de la desserte de la ligne à bord du Citadis Dualis.

## Projets envisagés

### Doublement de la voie à Couilly
Selon un article paru en 2010 dans Le Parisien, un projet de doublement de la voie, à hauteur de la gare de Couilly - Saint-Germain - Quincy permettrait le croisement de deux rames, et par conséquent, le doublement des fréquences.

### Prolongement à Coulommiers
En 2017, selon la Chambre de commerce et d'industrie de Seine-et-Marne, le département aurait le projet de prolonger la ligne de Crécy à Coulommiers.

### Création d'une gare supplémentaire vers Pont-aux-Dames
En 2011, le conseil municipal de Couilly-Pont-aux-Dames a fait une demande de création d'une gare supplémentaire vers la zone commerciale des Marceaux. Cette demande est inscrite dans le schéma des déplacements au sein du Schéma de cohérence territoriale (SCoT) du Pays Créçois. La SNCF a indiqué en 2017 ne pas donner de suite favorable.

## Lieux desservis
La ligne T14 ne dessert pas de points d'intérêt majeur, si ce n'est qu'elle longe le Grand Morin et son canal latéral.